# Дёсс (приток Брянты)
Дёсс — река в России, протекающая по Тындинскому району Амурской области, правый приток Брянты. Длина реки — 166 км, площадь водосборного бассейна — 1780 км². 
Исток реки находится на Становом хребте, почти на границе с Нерюнгринским районом Якутии, на высоте более 976 м над уровнем моря. В верховьях течёт на восток в межгорной долине. Обогнув горный массив, устремляется на юго-запад и далее на юг. В среднем течении ширина реки достигает 50 м, русло реки участками заболочено. В нижнем течении начинает меандрировать, реку пересекает Байкало-Амурская магистраль и автодублёр БАМа. Впадает в Брянту справа на отметке 373 м над уровнем моря в 142 км от её устья, выше впадения Олонгро. Ширина в нижнем течении — 45-60 м при глубине 0,9-1 м, скорость течения в низовьях — 1 м/с. Населённых пунктов на реке нет. 
Основной приток — река Тексиха длиной 58 км (правый).

## Данные водного реестра
По данным государственного водного реестра России и геоинформационной системы водохозяйственного районирования территории РФ, подготовленной Федеральным агентством водных ресурсов:
- Бассейновый округ — Амурский
- Речной бассейн — Амур
- Речной подбассейн — Зея
- Водохозяйственный участок — Зея от истока до Зейского гидроузла
- Код водного объекта — 20030400112118100026422